# 帚枝鼠李
帚枝鼠李（学名：Rhamnus virgata）为鼠李科鼠李属下的一个种。